# Chibchea araona
Chibchea araona là một loài nhện trong họ Pholcidae. Loài này được phát hiện ở Bolivia và Chile.